# Pakość
Pakość is een stad in het Poolse woiwodschap Koejavië-Pommeren, gelegen in de powiat Inowrocławski. De oppervlakte bedraagt 3,44 km², het inwonertal 5798 (2005).